# Санфронт
Санфронт (итал. Sanfront) — коммуна в Италии, располагается в регионе Пьемонт, в провинции Кунео.
Население составляет 2666 человек (2008 г.), плотность населения составляет 68 чел./км². Занимает площадь 39 км². Почтовый индекс — 12030. Телефонный код — 0175.
Покровителем коммуны почитается святой Исидор Севильский. В коммуне 15 августа особо празднуется Успение Пресвятой Богородицы.

## Демография
Динамика населения:

## Администрация коммуны
- Официальный сайт: http://www.comune.sanfront.cn.it/